# ستيفاني فوستر
ستيفاني فوستر (بالإنجليزية: Stephanie Charlene Cooper) هي مجدفة نيوزيلندية، ولدت في 2 سبتمبر 1958 في Morrinsville ‏ في نيوزيلندا.

## وصلات خارجية
- ستيفاني فوستر على موقع الاتحاد الدولي للتجديف (الإنجليزية)
- ستيفاني فوستر على موقع اللجنة الأولمبية الدولية (الإنجليزية)
- ستيفاني فوستر على موقع أوليمبيديا (الإنجليزية)
- ستيفاني فوستر على موقع اتحاد ألعاب الكومنولث (مؤرشف) (الإنجليزية)